# William S. Newman
William S. Newman (* 6. April 1912 in Cleveland; † 27. April 2000 in Chapel Hill) war ein amerikanischer Musikwissenschaftler, Pianist und Komponist.

## Leben und Werk
William S. Newman studierte Musikwissenschaft bei P. H. Lang und E. Hertzmann. Er promovierte 1939 an der Western Reserve University in Cleaveland mit der Dissertation „The present Trend of the Sonata Idea“ (ungedruckt).
Seit 1946 wirkte William S. Newman als Professor für Musik sowie Leiter der Abteilung für Klavierunterricht an der University of North Carolina. Er befasste sich vor allem mit der Geschichte der Sonate. Er veröffentlichte: „The Sonata in the Baroque Era“ (Chapel Hill 1959) und The Sonata since Beethoven. The Third and Final Volume of A History of the Sonata Idea (Chapel Hill 1969). Newman veröffentlichte weiter neben zahlreichen Aufsätzen und Rezensionen: „The Pianist’s Problems“ (New York 1950, 1956 und London 1952), „Understanding Music“ (New York 1953). Er veröffentlichte „13 Keyboard Sonatas of the 18th and 19th Centuries“ (Chapel Hill 1947), „Sons of Bach, 3 Sonatas for the Keyboard“ (New York 1947), „Diabelli Variations – 16 Contemporaries of Beethoven on a Waltz Tune“ (Evanston 1958).
William S. Newman wurde 1962 an der University of North Carolina zum Alumni Distinguished Professor und 1966 zum Director of Graduate Studies in Music ernannt. 1969 und 1970 war er Präsident der American Musicological Society. Sein umfassendes Werk „A History of the Sonata Idea“ („The Sonata in the Baroque Era“, „The Sonata in the Classical Era“, „The Sonata Since Beethoven“) liegt seit 1969 geschlossen in drei Bänden vor.